# Gmina Šmarješke Toplice
Šmarješke Toplice – gmina w Słowenii. W 2010 roku liczyła 3189 mieszkańców.

## Miejscowości
Miejscowości wchodzące w skład gminy Šmarješke Toplice:

- Bela Cerkev
- Brezovica
- Čelevec
- Dol pri Šmarjeti
- Dolenje Kronovo
- Draga
- Družinska vas
- Gorenja vas pri Šmarjeti
- Gradenje
- Grič pri Klevevžu
- Hrib
- Koglo
- Mala Strmica
- Orešje
- Radovlja
- Sela pri Zburah
- Sela
- Strelac
- Šmarješke Toplice – siedziba gminy
- Šmarjeta
- Vinica pri Šmarjeti
- Vinji Hrib
- Zbure
- Žaloviče